# 阉割焦虑
閹割焦慮（英語：Castration anxiety）是一種對生殖器損傷或喪失的極度恐懼，源自西格蒙德·弗洛伊德的閹割情節（英語：Castration complex）理論，這是他最早期的精神分析理論之一。該術語指涉對「男性氣概」的字面或隱喻層面上的恐懼。
佛洛伊德認為，閹割焦慮是人類普遍的心理經驗，通常發生於性蕾期（英語：phallic stage），約3至5歲時。根據佛洛伊德的學說，兒童在意識到解剖學上的性別差異（即男性擁有陰莖，女性沒有）後，會因推測自己可能會遭受父親因其性衝動而施加的懲罰而產生閹割焦慮。儘管此概念主要與男性相關，但精神分析學認為，女性也會以不同方式體驗這種焦慮。

## 字面意義

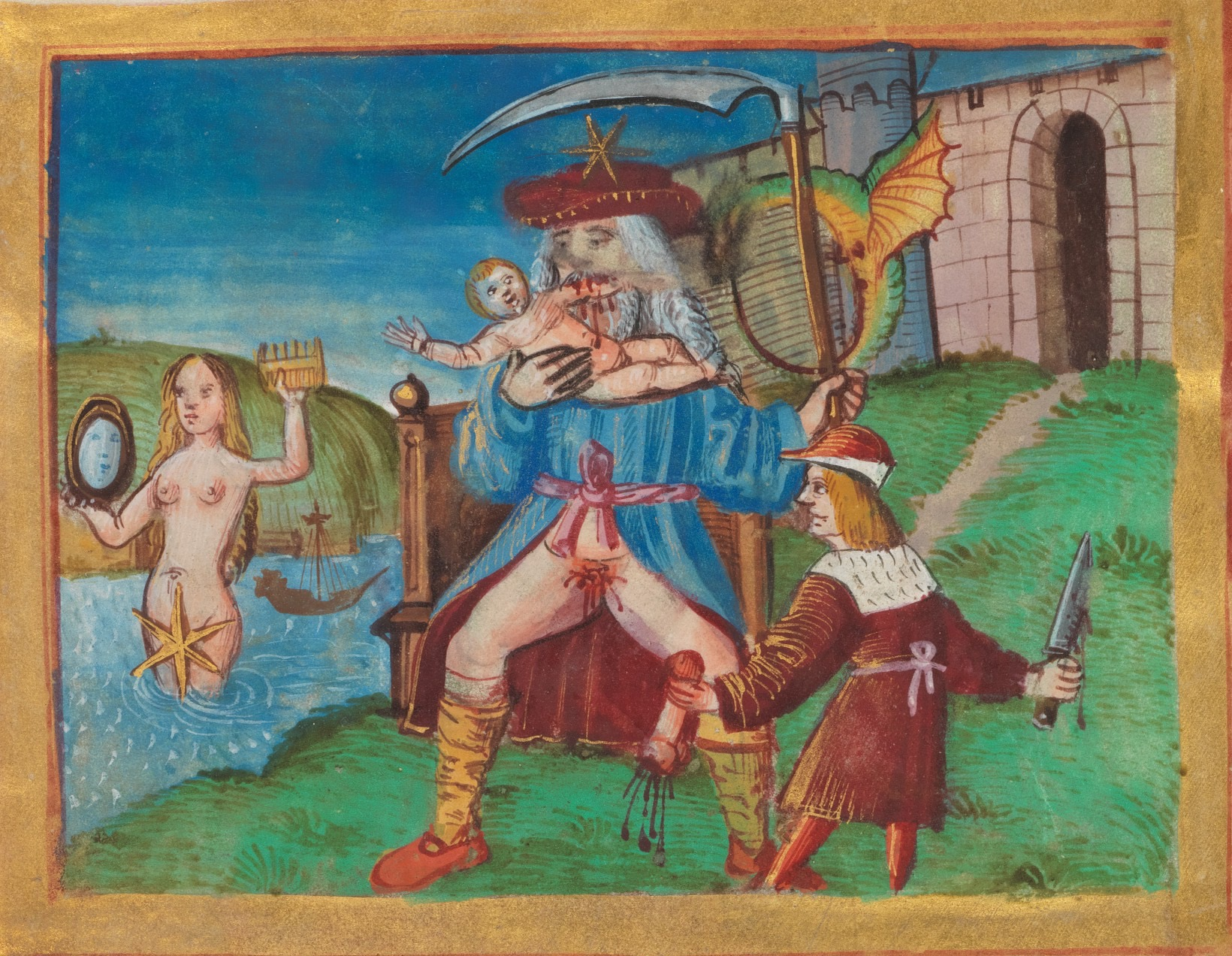
描繪克洛諾斯閹割烏拉諾斯的畫作，繪製於約西元1501年。

英語的「Castration anxiety」在字面意義上，是兒童對於因戀母情結而受到生殖器毀壞或切除懲罰的恐懼。
在佛洛伊德的精神分析學中，「閹割焦慮」（英語：Kastrationsangst）指的是一種潛意識的陰莖喪失恐懼，源自性蕾期的性心理發展，並延續至成年。根據佛洛伊德的說法，當男孩發現男女生殖器官的不同時，他會假設女性的陰莖已被切除，並因此產生焦慮，害怕自己也會因「僭越」父親的角色而遭受閹割作為懲罰。
在19世紀的歐洲，父母有時會以閹割來威脅頑皮的男孩，這一現象出現在法國作家米歇爾·圖尼耶（Michel Tournier）於1978年出版的短篇小說集《大松雞》（法語：Le Coq de Bruyère）中的故事《Tupik》中。佛洛伊德在其著作中亦多次記載了類似的案例。此外，約翰·哈維·凱洛格（John Harvey Kellogg）曾記錄過一例以閹割作為治療和懲罰手淫的案例，儘管他本人並不主張這種做法。

## 與權力和控制的關聯
在佛洛伊德的精神分析學中，閹割焦慮可能會影響個體的整體心理狀態，甚至滲透到其他生活領域。一些研究表明，閹割焦慮與死亡恐懼存在關聯。那些在童年時期感受到高度威脅的男性，往往會表現出持續性的焦慮。由於閹割的後果極端，它的恐懼可能會從身體損害的焦慮，發展為對生命安全的焦慮。
對於部分人來說，這種無助感可能對心理健康造成嚴重影響。佛洛伊德認為，個體通常無法意識到自己的性欲是導致焦慮的真正原因。由於這些慾望被壓抑，焦慮感會轉移到象徵性的層面，例如對身體損害或死亡的恐懼。